# Théorème de Poincaré-Birkhoff-Witt
Pour les articles homonymes, voir Théorème de Poincaré-Birkhoff, Théorèmes de Poincaré, Théorèmes de Birkhoff et Théorème de Witt.
En mathématiques, et plus particulièrement en algèbre générale, dans la théorie des algèbres de Lie, le théorème de Poincaré-Birkhoff-Witt est un théorème fondamental qui permet de décrire précisément la structure de l'algèbre enveloppante d'une algèbre de Lie.
Ce théorème est le résultat des travaux de Henri Poincaré en 1900, Garrett Birkhoff en 1937 et Ernst Witt en 1937. Il est parfois appelé en abrégé « théorème PBW ».

## Énoncé
Soit {\displaystyle {\mathfrak {g}}} une algèbre de Lie, {\displaystyle {\mathcal {B}}} une base de {\displaystyle {\mathfrak {g}}}. On suppose que {\displaystyle {\mathcal {B}}} est totalement ordonnée. On appelle monôme canonique toute suite finie {\displaystyle (x_{1},\dots ,x_{n})} d'éléments de {\displaystyle {\mathcal {B}}} croissante au sens large (c'est-à-dire que pour tout {\displaystyle 1\leq i\leq n-1}, {\displaystyle x_{i}\leq x_{i+1}}).
La définition de l'algèbre enveloppante {\displaystyle U({\mathfrak {g}})} de {\displaystyle {\mathfrak {g}}} assure l'existence d'une application linéaire
On étend {\displaystyle L} aux monômes canoniques en posant
ce qui a un sens puisque {\displaystyle U({\mathfrak {g}})} est une algèbre associative sur un corps.
Le théorème proprement dit est le suivant :
L'application {\displaystyle L} définit une injection de {\displaystyle {\mathfrak {g}}} dans {\displaystyle U({\mathfrak {g}})}, et l'ensemble des images par {\displaystyle L} des monômes canoniques est une base de {\displaystyle U({\mathfrak {g}})}.
Autrement dit, soit {\displaystyle Y=L({\mathcal {B}})}. Alors l'ensemble 
est une base de {\displaystyle U({\mathfrak {g}})}.

## Conséquence
L'application {\displaystyle L} est injective. Ainsi, en munissant {\displaystyle U({\mathfrak {g}})} de sa structure naturelle d'algèbre de Lie (en posant {\displaystyle [x,y]=xy-yx}), {\displaystyle {\mathfrak {g}}} peut être vue comme une sous-algèbre de Lie de {\displaystyle U({\mathfrak {g}})}.